# 山本卓朗
山本 卓朗（やまもと たくろう、1941年（昭和16年）2月15日 - ）は、日本の土木工学者、実業家。

## 経歴
1964年（昭和39年）東京大学工学部土木工学科を卒業し、日本国有鉄道に入社。東日本旅客鉄道仙台工事事務所長、常務取締役事業創造本部副本部長、東京圏駅ビル開発代表取締役社長、鉄建建設代表取締役社長兼執行役員社長、同特別顧問などを歴任した。ほか、土木学会評議員、副会長、会長、技術者資格委員会特別上級技術者小委員会委員長などを歴任。また、未来のまち・交通・鉄道を構想するプラットフォーム代表理事やシビルNPO連携プラットフォーム代表理事などを務めた。